# Dianthus furcatus
Dianthus furcatus là loài thực vật có hoa thuộc họ Cẩm chướng. Loài này được Balb. mô tả khoa học đầu tiên năm 1804.